# Marc Sarrats i Palomares
Marc Sarrats i Palomares   (Barcelona, 1990) és un guionista i humorista català. És membre de l'stand up comedy El Soterrani i col·laborador dels programes Matina Codina de RAC 105 i Està passant de TV3. El 2021 va estrenar el seu primer espectacle d'una hora de monòleg en solitari, Alta flipamenta. També és co-membre del videopòdcast Valeok amb Guillem Camós. El 15 de febrer del 2024 va publicar el seu primer llibre titulat Tot el que no sigui morir-se (La magrana), deu relats d'humor entorn la mort. El 2025, va ser nominat als Premis CRIT en la categoria d'humor.